# Suruhan Kidul
Suruhan Kidul is een bestuurslaag in het regentschap Tulungagung van de provincie Oost-Java, Indonesië. Suruhan Kidul telt 2080 inwoners (volkstelling 2010).